# Det lille teater i Kongens Have
|  | Denne artikel er oprettet af botten Steenthbot ud fra en ekstern database. Den kan derfor have sproglige fejl eller mangler. Denne skabelon kan fjernes efter kontrol af indholdet. |

Det lille teater i Kongens Have er en dansk dokumentarfilm fra 1973 instrueret af Claus Weeke.

## Handling
Filmen følger med en opsynsmand til marionetteatret i Kgs. Have. Sammen med ham og et publikum af børn og voksne overværes en forestilling og publikums reaktioner. Da den er forbi, og publikum er gået, bliver ting og sager fra opsynsmandens affaldsspand til optrædende figurer i marionetteatrets forestilling "Ej blot til skrot" (opført af Lise Mogensen og Carl Press).